# فخر دبلن

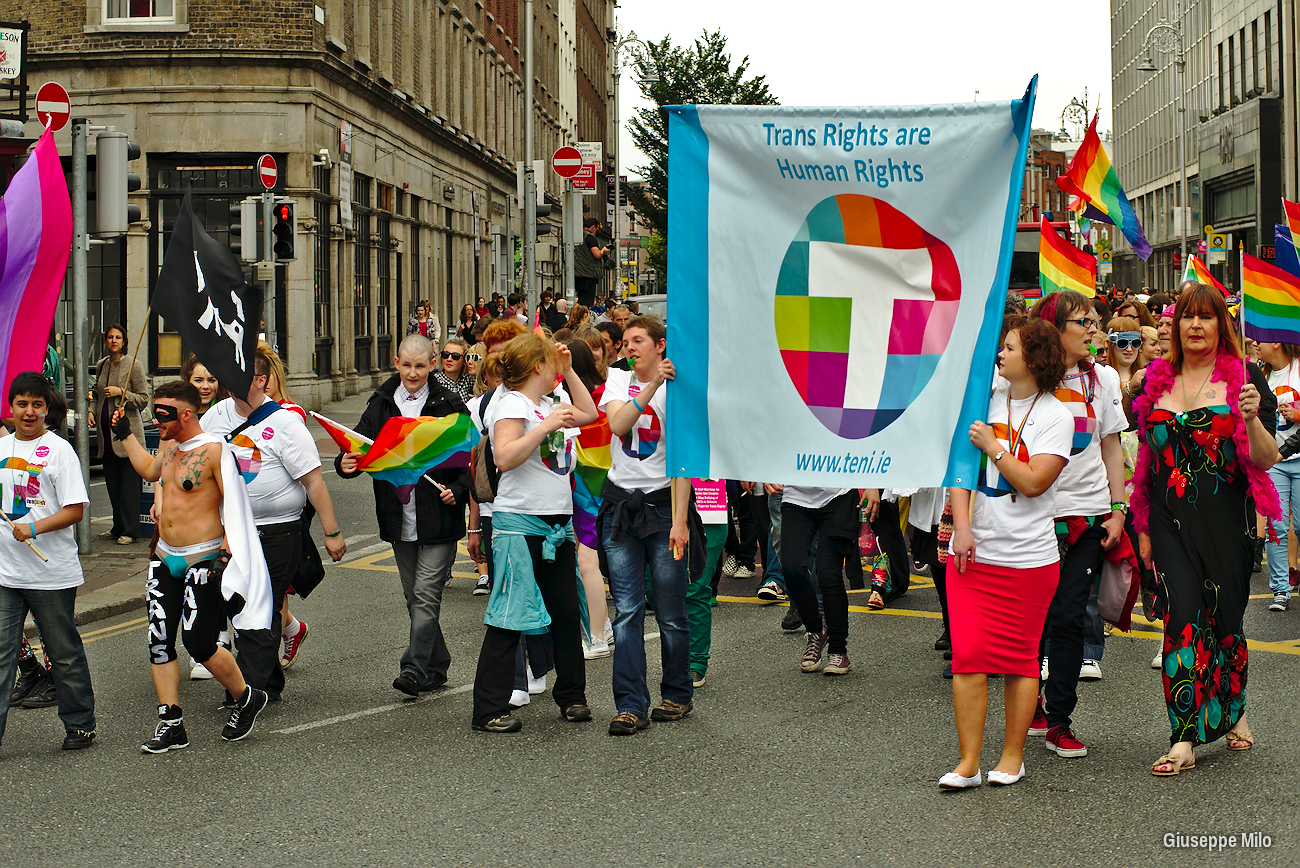
فخر دبلن 2013

مهرجان فخر دبلن للمثليين (بالإنجليزية: Dublin LGBTQ+ Pride Festival) هو سلسلة سنوية من الأحداث التي تحتفل بحياة للمثليين والمثليات ومزدوجي التوجه الجنسي والمتحولين جنسياً (اختصاراً: LGBT) في دبلن جمهورية أيرلندا. يعتبر أكبر مهرجان فخر للمثليين في جزيرة أيرلندا. يتوج المهرجان بمسيرة فخر تقام سنويًا في يوم السبت الأخير في يونيو. نما هذا الحدث من حدث ليوم واحد في عام 1974 إلى مهرجان لمدة عشرة أيام يحتفل بثقافة المثليين في أيرلندا مع المحتوى الفني والاجتماعي والثقافي الموسع.
يدير المهرجان، بما في ذلك مجلس الإدارة، متطوعون بمساعدة بعض المستشارين بأجر. الهدف المعلن من فخر دبلن هو إنتاج احتفال مهرجان فخر المثليين سنوي ليوم الفخر بما في ذلك المسيرة من خلال وسط مدينة دبلن وتجمع سياسي وترفيه مجاني تعمل جميعها على تحسين واقع مجتمع الميم.

## عقد 1970
في أعقاب أعمال شغب ستونوول التي وقعت في نيويورك في يونيو 1969 والإحياء التذكاري السنوي لعروض الفخر في الولايات المتحدة الأمريكية منذ عام 1970 فصاعدًا، تم عقد أول عرض عام لحقوق المثليين في دبلن في 27 يونيو 1974.
تم تنظيم أول أحداث أسبوع المثليين في يونيو عام 1979، والتي نظمها الفيدرالية الوطنية للمثليين والمثليات.

## عقد 1980
تم تنظيم أول أسبوع فخر كبير في أيرلندا في يونيو 1980.
في مارس 1983، قبل العرض الأول للفخر، نُظمت مسيرة من وسط مدينة دبلن إلى حديقة فيرفيو في ضاحية فيرفيو في دبلن، احتجاجًا على مستويات العنف ضد الرجال والنساء المثليين والمثليات في أيرلندا. على وجه الخصوص، كانت المسيرة رد فعل على الحكم المثير للجدل في قضية فلين، عندما صدرت أحكام مع وقف التنفيذ بتهمة القتل غير العمد لأفراد عصابة مذنبة بقتل ديكلان فلين، وهو رجل مثلي الجنس كان يبلغ من العمر 31 عامًا، في فيرفيو بارك، والاحتفالات اللاحقة من قبل بعض أفراد المجتمع المحلي بعد إطلاق سراحهم.
أقيم العرض الأول للفخر يوم السبت 25 يونيو/حزيران 1983. تم تنظيم العرض من قِبل الفيدرالية الوطنية للمثليين واتبع طريقًا عبر وسط مدينة دبلن، من سانت ستيفن غرين إلى مركز البريد الرئيسي في شارع أوكونيل، حيث ألقى كل من كاثال أو كياراغان (من تجمع دبلن للمثليين والمثليات)، وتوني والش (الاتحاد الوطني للمثليين) وجوني كرون (تحرير المثليات الأيرلندية) كلمة أمام التجمع. أعاد جوني كروني تسمية "GPO" من مركز البريد الرئيسي (بالإنجليزية: General Post Office) إلى «منظمة الأشخاص المثليين» (بالإنجليزية: "Gay Person's Organisation").
على الرغم من أن أحداث الكبرياء التي استمرت لمدة أسبوع استمرت طوال الثمانينات، لم تكن هناك عروض من عام 1985 فصاعدًا.

## شعارات ومواضيع الفخر والمارشال الكبير للمسيرات

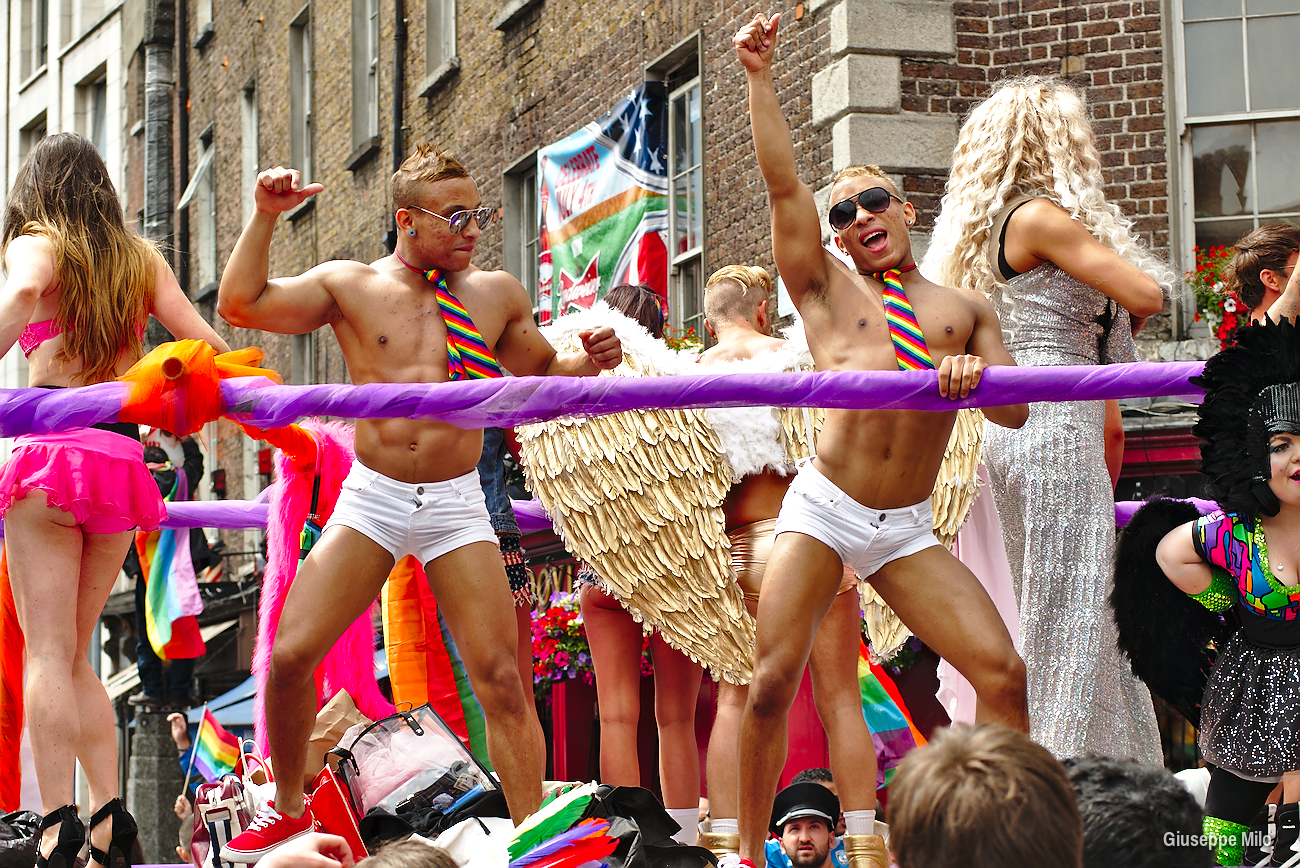
فخر دبلن في عام 2013

### عقد 1990

#### 1992
أقيمت مسيرة فخر في دبلن يوم السبت 4 يوليو 1992.

#### 1993

##### مسيرة يوم القديس باتريك
كان هناك موكب مثلي من قبل الفيدرالية الوطنية للمثليين والمثليات في يوم القديس باتريك عام 1993 في دبلن لأول مرة. ومع ذلك، تم إلقاء بعض الفاكهة الفاسدة على الموكب من قبل أفراد الجمهور، واعتقل الحرس الجاني. فاز المنظمون بجائزة تقديرية للموكب. كان هناك اعتراض قليل على إدراج الموكب من منظمي عيد القديس باتريك (دبلن للسياحة)، ومعظم أعضاء الجمهور. رفض موكب أمريكي أيرلندي ذلك.

##### فخر يونيو
في 24 يونيو، خلال أسبوع الفخر، أصدر البرلمان الأيرلندي تشريعات تلغي تجريم المثلية الجنسية. أقيمت فعاليات الفخر العامة يوم السبت 26 يونيو.

#### 1994
أقيمت مسيرة فخر المثليين يوم السبت الموافق 24 يونيو 1994. كان هذا هو الذكرى العشرين لحركة المثليين الأيرلنديين والذكرى الخامسة والعشرين لأعمال شغب ستونوول. وقد حضره عدة مئات من الناس. هتف مسيرة «نحن مثليون، نحن مثليون» ل«لحن أوليه، أوليه، أوليه». وقعت خطب ما بعد العرض في مرحلة في شارع إيست إسكس، تيمبل بار. التقى اللورد مايور، توماس ماك غيولا، بممثلين عن المثليين في مقره مانشن هاوس كجزء من الاحتفالات.

#### 1995: عبر عن نفسك
كام فخر دبلن 1995 يوم السبت 1 يوليو 1995. قام لورد مايور لدبلن آنذاك، جون غورملي، بإطلاق «أسبوع فخر دبلن»، وكان موضوعه «التعبير عن نفسك». بدأت المسيرة في حديقة التذكر وكانت الحفلة في ذي فيرناس في آستون بلايس بقيادة ليلي سافاج. كانت مخصصة لذكرى ثوم مكغينتي والذي كان معروف ب«ذي دايسمان».

#### 1996
وقع فخر دبلن 1996 يوم السبت 29 يونيو 1996.

#### 1997
وقعت مسيرة فخر دبلن للمثليين 1997 في يوم السبت 28 يونيو 1997، وحضرها أكثر من 2,000 شخص. انتقد المنظمون اللورد مايور دبلن، براندان لينتش، لعدم لقائهم قبل المسيرة، بعد العثور على مسيرات الفخر السابقة «غير مهينة». قدمت شركة دبلن منحة قدرها 200 جنيه إسترليني للمسيرة، ورفعت ثمانية أعلام فخر للمثليين على طول ضفاف نهر ليفي. عقدت حفلة ما بعد المسيرة في المكاتب المدنية.

#### 1998
جرت مسيرة 1998 في يوم السبت 27 يونيو 1998، وبدأ من ريمبرينس غاردن. أقيمت المسيرة الدولية الثانية للدايكس (بالإنجليزية: international Dyke March) يوم الجمعة 26 يونيو. قابل المنظمون اللورد مايور دبلن جو دويل. أقيمت أول لعبة«كوير ديبز بول» (بالإنجليزية: Queer Debs Ball) في أيرلندا في فندق راسل كورت في شارع هاركورت يوم الاثنين 22 يونيو. عرض معرض لأكادمية هيبرنيان الملكية معرضًا للمثليين والمثليين. أقيمت لعبة كرة «كيلي» (بالأيرلندية: Cèilidh) للمثليين يوم الثلاثاء 23 يونيو في فندق راسل كورت.

#### 1999
جرت مسيرة فخر دبلن 1999 في يوم السبت 26 يونيو 1999، وعبرت شارع أوكونيل. كان ستيفن غيتالي، مغني فرقة الفتيان بويزون الأيرلندية الشهيرة قد أعلن عن مثليته الجنسية قبل العرض بوقت قصير، ونوقش في وسائل الإعلام في ذلك الوقت.

### عقد 2000

#### 2000
تم الاحتفال بمسيرة فخر المثليين 2000 يوم السبت 24 يونيو 2000، وحضرها 6,000 شخص. قادت بانتي حفلة ما بعد المسيرة، والتي تضمنت عروضا من شيرلي تامبل بار. شملت المجموعات في المسيرة غلوريا وأوتهاوس وغرينبو، وهي مجموعة من الصم المثليين والمثليات، وهي السنة الثالثة لهم في المسيرة. جمعت الفعاليات أموالاً من أجل منظمة آوتهاوس ووحدة ريسبايت لفيروس نقص المناعة البشرية في مستشفى شيري أورتشارد في دبلن.

#### 2001
جرت مسيرة فخر 2001 في عطلة نهاية الأسبوع من 30 يونيو إلى 1 يوليو وحضرها 6,000 شخص. لم تذكر الشرطة الأيرلندية وقوع أي مشاكل. كان ذلك في نهاية أسبوع المثليين لمدة أسبوعين.

#### 2002
جرت مسيرة فخر دبلن 2002 في 19 يونيو 2002، وحضرها 6,000 شخص. بدأت مسيرة المثليين في ساحة بارنيل في الساعة 2 بعد الظهر وانتهت في مدرج المكاتب المدنية في رصيف وود، حيث أعقبه حفل «الفخر في المنتزه» من الساعة 3-6 مساءً.

#### 2003
كان فخر عام 2003 بمثابة احتفال على مرور عشر سنوات منذ إلغاء تجريم المثلية الجنسية في أيرلندا، ومع ذلك، كان الحاضرون يقومون بحملات ضد عدم الاعتراف القانوني للدولة بالعلاقات المثلية، تحت شعار «قانونيون منذ عشر سنوات، متى المساواة» (بالإنجليزية: "Legal Ten، Equal When"). جرت المسيرة في عطلة نهاية الأسبوع من 5 إلى 6 يوليو 2003.

#### 2004
نُظمت مسيرة عام 2004 في 3 يوليو 2004 وانتقل من ميدان بارنيل إلى المكاتب المدنية في وود كواي لحضور حفل مجاني. لم تكن هناك مشكلة، باستثناء قليل من المطر، على الرغم من عمليات السرقة الأخيرة التي استهدفت الرجال المثليين. شارك ما يقرب من 3,000 شخص للاحتفال بالذكرى الثلاثين لفخر دبلن.

#### 2005
أقيمت مسيرة عام 2005 في 25 يونيو 2005، وحضرها 10,000 شخص. شاركت منظمة الشباب المثليين الانتماء إلى، مع الموسيقى والرقص والاحتفال المعتاد. قاد المسيرة مجموعة دولية تلوح بأعلام مختلف البلدان.

#### 2006
أقيمت مسيرة عام 2006 في 24 يونيو 2006، وشارك فيه أعضاء من الأحزاب السياسية، مثل حزب العمال وشين فين. شارك حوالي 6,000 شخص. قادت بانتي حفلة ما بعد الاستعراض في المكاتب المدنية، والتي تضمنت عروضا من قبل شيرلي تامبل بار، والفائزة بمسابقة ملكة جمال أيرلندا البديلة جوانا رايد، والمغني ستيلار ساوند.

#### 2007: «الفخر والفرح»
كان موضوع المهرجان هو «الفخر والفرح»، مع التركيز على استخدام الاحتفال كوسيلة إيجابية لإيصال رسالة وزيادة ظهور مجتمع المثليين والمثليات ومزدوجي التوجه الجنسي والمتحولين جنسياً والكويريين (LGBTQ+). كان المارشال الكبير السناتور المثلي علنا في مجلس الشيوخ ديفيد نوريس، ووقعت في 23 يونيو 2007، مع حضور الآلاف من الأشخاص.

#### 2008: «دائما وصيفة العروسة، أبدا العروسة»
المارشال الكبير - توني والش
باستخدام شعار «دائما وصيفة العروسة، أبدا العروسة»، (بالإنجليزية: Always the bridesmaid, never the bride), سلط شعار عام 2008 الضوء على عدم وجود اعتراف قانوني بموجب القانون الأيرلندي بأي حقوق شراكة للشركاء المثليين. أطلق المهرجان وزير البيئة والتراث والحكم المحلي الأيرلندي آنذاك جون غورملي. أدرك غورملي أن تشريعات الشراكة المقترحة «ليست المساواة الكاملة التي نسعى إليها، ولكنها خطوة نحو المساواة الكاملة»، و «ذات قيمة عملية حقيقية في حد ذاتها، وسوف تحدث فرقًا حقيقيًا في الحياة اليومية للكثير من الناس في علاقات ملتزمة». شمل أداء حفلات ما بعد المسيرة كلا من برايان كينيدي، ماريا ماكي وتارا بليز.

#### 2009: «كبرياء وتحامل؟»
تم عقد فخر عام 2009 في 19-28 يونيو. كان موضوع عام 2009 هو «كبرياء وتحامل؟» التي احتفلت بالفخر في مجتمعات المثليين بينما تستجوب المجتمع بشكل عام بشأن المواقف والتحيزات. يهدف المهرجان إلى الاحتفال بالتنوع وتحدي تصورات الناس له. انشأ في هذا العام لجنة الفنون والثقافة الجديدة في فخر دبلن. وقدرت أرقام الإقبال على تسجيل 12,500. شمل المؤدون في العرض التقليدي لما بعد العرض في المكاتب المدنية، الذي استضافته بانتي، من بين آخرين، فرقة بللك دايزي (الغرقة الآيرلندية في مسابقة الأغنية الأوروبية 2009)، وميشيل آن كيلي، ولورا ستيل، وكيلي إكسبيرينس، وكاثرين لينش وكان السناتور ديفيد نوريس المارشال الكبير.

### عقد 2010

#### 2010: «نحن عائلة أيضا»
قام أكثر من 22,000 شخص بمسيرة عبر دبلن في 26 يونيو 2010. كانت ليديا فوي المارشال الكبير. شمل فنانو الأداء في الجزء في الحديقة في المكاتب المدنية كلا من دي جي جولز في حفل تكريم لايدي غاغا ونيام كافاناغ، الفائزة في مسابقة الأغنية الأوروبية عام 1993 والتي مثلت أيرلندا في المسابقة مرة أخرى هذا العام. شارك أكثر من 100,000 شخص في مهرجان فخر دبلن 2010 الذي استمر عشرة أيام.

#### 2011: «إنه شيء بشري»
مع تقدير الشرطة الأيرلندية بأكثر من 22,000، قام عدد أكبر من الناس بمسيرة عبر دبلن في 25 يونيو 2011. كان مايكل بارون من منظمة الانتماء إلى لخدمات الشباب المارشال الكبير في المسيرة. من بين الفنانين الذين شاركوا في الحدث في المكاتب المدنية، كريستال سوينغ ونيام كافانوه، الفائز في مسابقة الأغنية الأوروبية لعام 1993 والتي عادت للأداء للعام الثاني على التوالي في المسيرة. شهد هذا العام تقديم حدث جديد، عرض للكلاب تم إنتاجه كجزء من يوم المرح العائلي.

#### 2012: «أظهر ألوانك الحقيقية»
استمرت مسيرة 2012 من 22 يونيو حتى 1 يوليو 2012 مع عرض فخر يوم السبت 30 يونيو. شهد ذلك العام انتقال المهرجان من المكاتب المدنية التابعة لمجلس مدينة دبلن على رصيف الخشب إلى ميدان ميريون باستخدام ثلاثة من الطرق الأربعة المحيطة بالمتنزه والمناطق العائلية المتاحة للاستخدام داخل الحديقة. تضمن أيضًا مسار العرض الذي ينتقل من طريقه التقليدي على طول شارع دايم إلى الجنوب في المدينة، على طول باغوت ستريت إلى الوجهة النهائية إيفنت في ميدان ميريون. يتسع الموقع الجديد لما يصل إلى 15,000 شخص ومساحة للبائعين لبيع المواد الغذائية والمشروبات للجمهور. كان بانتي بليس المارشال الكبير للعرض.

#### 2013: «عيش، أحب، كن فخور»
صادف هذا العام الذكرى الثلاثين لمسيرة الفخر، وقد نمت الفعالية لتصبح ثاني أكبر عرض في أيرلندا، بعد حدث يوم عيد القديس باتريك. بدأ العرض في حدائق «ريميبرانس» في ميدان بارنيل إلى ميدان ميريون.
تم تعطيل العرض في شارع أوكونيل بعد فترة وجيزة من بدايته بعد أن ظهر عدد صغير من المتظاهرين أمام حافلة حزب العمال التي كانت تشارك في العرض ومنعها من الذهاب إلى أبعد من ذلك. استمر الاحتجاج، الذي يُعتقد أنه يمثل احتجاجات مناهضة للضريبة على الممتلكات واحتجاجات مناهضة للحكومة، حوالي عشر دقائق.
كانت المارشال الكبير هذا العام آنا غرودزكا، نائبة المتحولين جنسياً من البرلمان البولندي.

#### 2014: «الحرية»
كان المارشال الكبير هذا العام هو كولم أو'غورمان، مدير منظمة العفو الدولية في أيرلندا
بدأ العرض في غاردن أوف ريميمبرنس في الساعة 1.45 بعد الظهر، وشق طريقه على كلية الثالوث وانتهى في ميدان ميريون. في هذا العام، قامت فرقة تابعة للشرطة الأيرلندية، بالزي الرسمي، بقيادة العرض في شوارع دبلن.

#### 2015: «المستقبل متساوٍ»
جرى العرض في 27 يونيو 2015.

#### 2016: «المتمردون المتمردون»
وقعت المسيرة في 26 يونيو 2016. كان ماكس كرجوجاوفسكي المارشال الكبير.

#### 2017: «البحث عن البطل الداخلي»
استمر المهرجان في الفترة من 19 يونيو إلى 24 يونيو مع إقامة المسيرة في 24 يونيو 2017. وشهد ذلك العام عملية إصلاح شاملة لمسار العرض بسبب الأعمال المكثفة لتوسيع ترامواي دبلن في وسط المدينة مع بدء العرض في سانت ستيفن غاردن وانتهت في ميدان سميثفيلد في شمال دبلن، الموقع الجديد للوجهة النهائية للحدث. تم صنع التاريخ هذا العام عندما أصبح رئيس الوزراء الأيرلندي، ليو فرادكار، أول زعيم أيرلندي يحضر المهرجان. كانت مونين جريفيث من منظمة الانتماء إلى المارشال الكبير في المسيرة.

#### 2018 «نحن عائلة»
استمر المهرجان في الأسبوع الأخير من شهر يونيو، حيث أقيم العرض في 30 يونيو 2018. وكان الموضوع الرئيسي هو «نحن عائلة» وكانت سارة فيليبس من شبكة المساواة للمتحولين جنسيا في أيرلندا هي الغراند مارشال.

## وصلات خارجية
- فخر دبلن – الموقع الرسمي (بالإنجليزية)